# Lit filtrant
Cet article court présente un sujet plus développé dans : assainissement non collectif.

Schéma de principe d'un lit filtrant

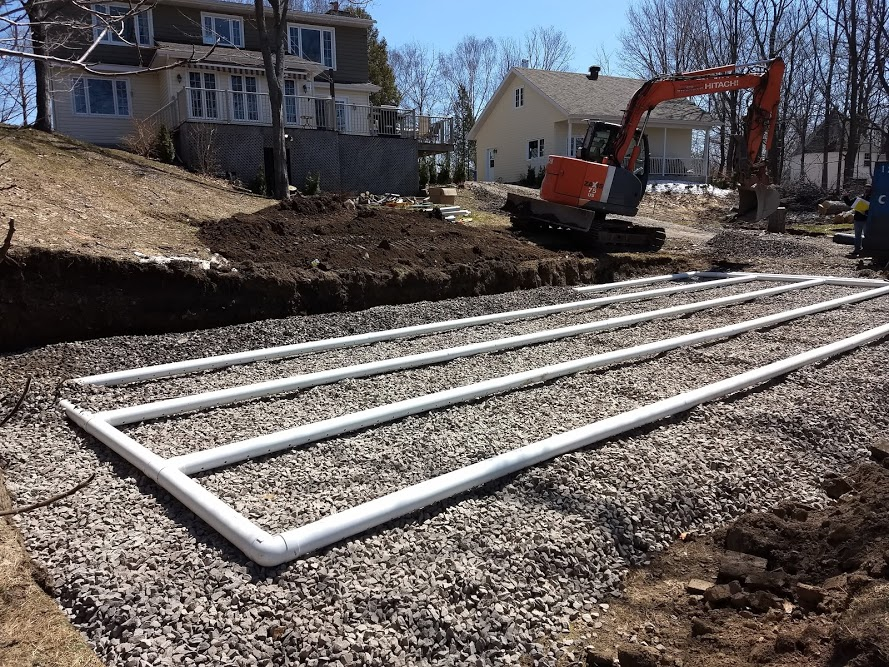
Lit filtrant en construction

Un lit filtrant ou champ d'épuration (ou encore d'évacuation) est un élément constitutif de la chaîne d'assainissement non collectif. Situé en aval de la fosse septique, son rôle est de poursuivre le nettoyage des eaux par une action filtrante. Ce traitement biologique se fait par des bactéries aérobies (à la différence du prétraitement dans la fosse toutes eaux qui fait intervenir des bactéries anaérobies) qui se développent dans le sable disposé sous les drains de répartitions de l'effluent prétraité sortant de la fosse.

## Principe de filtration

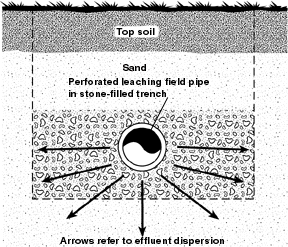
Filtration par le sol

Le filtre majoritairement utilisé est le sable. Les eaux issues de la fosse septique sont réparties sur la surface, traversent une épaisseur de sable d'environ 0,80 m puis considérées comme traitées se dispersent dans le sol ou sont collectées (ex: présence d'une couche imperméable) par un deuxième réseau de drains pour être évacuées vers un exutoire (schéma ci-joint).